# Copa Rio 2020
In 2020 zou de 25ste editie van de Copa Rio gespeeld worden voor voetbalclubs uit de Braziliaanse staat Rio de Janeiro. De competitie zou in het tweede deel van het jaar gespeeld worden om zo de deelnemers voor de Copa do Brasil en Série D van 2021 te bepalen. 
Op 24 maart 2020 besliste de FERJ om de competitie te annuleren vanwege de coronacrisis in Brazilië. Hoewel het grootste aantal competities dat jaar wel voltooid werd kwam de bond niet op de beslissing terug, mede doordat de voorkeur gegeven werd aan de voltooiing van de  Série A, B1 en B2. 

## Format
Het format was hetzelfde als dat van vorig jaar, er namen 25 clubs deel: zes clubs uit de Série A, acht van de Série B1, acht van de Série B2 en drie van de Série C.
De nummers twee en drie uit de Série C speelden een voorronde tegen elkaar. De winnaar ging naar de eerste fase, waar ook de kampioen van de Série C aantrad en de zeven niet-kampioenen van de Série B1 en B2. De clubs uit de Série A en de kampioenen van de Série B1 en B2 waren rechtstreeks voor de tweede fase geplaatst. 

## Deelnemers
| Club            | Stad                  | Gekwalificeerd als    |
| --------------- | --------------------- | --------------------- |
| America         | Rio de Janeiro        | Vicekampioen Série B1 |
| Artsul          | Nova Iguaçu           | 7de plaats Série B1   |
| Audax Rio       | São João de Meriti    | 6de plaats Série B1   |
| Bangu           | Rio de Janeiro        | 3de plaats Série A    |
| Barra Mansa     | Barra Mansa           | 3de plaats Série B2   |
| Boavista        | Saquarema             | 7de plaats Série A    |
| Bonsucesso      | Rio de Janeiro        | 3de plaats Série B1   |
| Cabofriense     | Cabo Frio             | 6de plaats Série A    |
| Campo Grande    | Rio de Janeiro        | Vicekampioen Série C  |
| Carapebus       | Carapebus             | 8ste plaats Série B2  |
| Casimiro        | Casimiro de Abreu     | 7de plaats Série B2   |
| Ceres           | Rio de Janeiro        | Kampioen Série C      |
| Duque de Caxias | Duque de Caxias       | 8ste plaats Série B1  |
| Friburguense    | Nova Friburgo         | Kampioen Série B1     |
| Goyatacaz       | Campos dos Goytacazes | 4de plaats Série B1   |
| Madureira       | Rio de Janeiro        | 10de plaats Série A   |
| Mageense        | Magé                  | 5de plaats Série B2   |
| Maricá          | Maricá                | Vicekampioen Série B2 |
| Pérolas Negras  | Resende               | 4de plaats Série B2   |
| Queimados       | Queimados             | 6de plaats Série B2   |
| Resende         | Resende               | 9de plaats Série A    |
| Rio de Janeiro  | Rio de Janeiro        | 3de plaats Série C    |
| Rio São Paulo   | Rio de Janeiro        | Kampioen Série B2     |
| Sampaio Corrêa  | Saquarema             | 5de plaats Série B1   |
| Volta Redonda   | Volta Redonda         | 5de plaats Série A    |

## Toernooi

### Voorronde
| Team #1        | Tot. | Team #2      | 1ste wed | 2de wed |
| -------------- | ---- | ------------ | -------- | ------- |
| Rio de Janeiro | -    | Campo Grande | -        | -       |

### Eerste fase
| Team #1           | Tot. | Team #2         | 1ste wed | 2de wed |
| ----------------- | ---- | --------------- | -------- | ------- |
| Casimiro          | A    | Sampaio Corrêa  | -        | -       |
| Carapebus         | B    | Bonsucesso      | -        | -       |
| Barra Mansa       | C    | America         | -        | -       |
| Queimados         | D    | Artsul          | -        | -       |
| Pérolas Negras    | E    | Audax Rio       | -        | -       |
| Mageense          | F    | Goyatacaz       | -        | -       |
| Ceres             | G    | Duque de Caxias | -        | -       |
| Winnaar voorronde | H    | Maricá          | -        | -       |

### Tweede fase
| Team #1   | Tot. | Team #2       | 1ste wed | 2de wed |
| --------- | ---- | ------------- | -------- | ------- |
| Winnaar A | -    | Resende       | -        | -       |
| Winnaar B | -    | Volta Redonda | -        | -       |
| Winnaar C | -    | Boavista      | -        | -       |
| Winnaar D | -    | Madureira     | -        | -       |
| Winnaar E | -    | Bangu         | -        | -       |
| Winnaar F | -    | Cabofriense   | -        | -       |
| Winnaar G | -    | Friburguense  | -        | -       |
| Winnaar H | -    | Rio São Paulo | -        | -       |